# The Fugs (musikalbum)
The Fugs är ett musikalbum av The Fugs som lanserades 1966 på skivbolaget ESP-Disk. Albumet som var gruppens andra studioalbum var från början självbetitlat, men har senare getts ut med titeln The Fugs Second Album. Albumet blev ett av deras framgångsrikaste kommersiellt sett och nådde plats 95 på Billboard 200-listan i USA. Albumet innehåller bland annat "Kill for Peace" ("Döda för fred") som var en ironisk protest mot Vietnamkriget.

## Låtlista
1. "Frenzy" (Ed Sanders) – 2:00
2. "I Want to Know" (Charles Olson, Sanders) – 2:00
3. "Skin Flowers" (Pete Kearney, Sanders) – 2:20
4. "Group Grope" (Sanders) – 3:40
5. "Coming Down" (Sanders) – 3:46
6. "Dirty Old Man" (L. Goldbart, Sanders) – 2:49
7. "Kill for Peace" (Tuli Kupferberg) – 2:07
8. "Morning, Morning" (Kupferberg) – 2:07
9. "Doin' All Right" (Richard Alderson, Ted Berrigan, Lee Crabtree) – 2:37
10. "Virgin Forest" (Alderson, Crabtree, Sanders) – 11:17

- Låtskrivare inom parentes.

## Medverkande
Musiker
- John Anderson – basgitarr, sång
- Lee Crabtree – piano, celesta
- Pete Kearney – gitarr
- Betsy Klein – sång
- Tuli Kupferberg – maracas, tamburin, sång
- Vinny Leary – basgitarr, gitarr
- Ed Sanders – sång
- Ken Weaver – congas, trummor, sång

Produktion
- Ed Sanders – musikproducent
- Richard Alderson – musikproducent, ljudtekniker
- DBH (David B. Hancock) – mastering
- Bill Beckman – omslagsdesign
- Bert Glassberg – omslagskonst
- Allen Ginsberg – omslagstext
- Jim Nelson – foto